# Gentleman Jim
Gentleman Jim är en amerikansk film från 1941 i regi av Raoul Walsh. Det är en romantiserad biografi om boxaren James J. Corbetts liv. Han spelas av Errol Flynn.

## Rollista
- Errol Flynn - James J. Corbett
- Alexis Smith - Victoria Ware
- Jack Carson - Walter Lowrie
- Alan Hale - Pat
- John Loder - Carlton De Witt
- William Frawley - Billy Delaney
- Minor Watson - Buck Ware
- Ward Bond - John L. Sullivan
- Madeleine Lebeau - Anna Held
- Rhys Williams - Harry Watson
- Arthur Shields - fader Burke